# Lucinda Williams
Lucinda Williams (Lake Charles, 1953. január 26. –), amerikai blues-, rock- és country-énekesnő, dalszerző.

## Pályafutása
Apja költő, irodalomprofesszor, amatőr zongoraművész. Szülei az 1960-as években elváltak. Williams apja magához vette gyerekeit. Apját munkájában követve bejárta Egyesült Államok déli városait, továbbá Mexikóvárost, Santiago de Chilét. A tizenkét éves korától színpadra vágyó Lucinda megismerte blues- és folkzenét, valamint a latin amerikai zenét is.
Első lemeze 1979-ben jelent meg „Ramblin On My Mind” címmel.  Az albumon hagyományos blues-számok mellett népszerű country darabok is szólnak. Második albuma („Happy Woman Blues”) is zenei vonzalmait fejezi ki. A nyolcvanas években az indie rock előadása foglalkoztatta, de nem hagyta cserben a bluesos hagyományokat sem, amellett rock and roll sem volt idegen tőle.

## Albumok
- 1979: Ramblin'
- 1980: Happy Woman Blues
- 1988: Lucinda Williams
- 1992: Sweet Old World
- 1998: Car Wheels on a Gravel Road
- 2001: Essence
- 2003: World Without Tears
- 2005: Live @ The Fillmore
- 2007: West
- 2008: Little Honey
- 2011: Blessed
- 2014: Down Where the Spirit Meets the Bone
- 2016: The Ghosts of Highway
- 2017: This Sweet Old World
- 2020: Good Souls Better Angels

## Kislemezek
- 1989: Changed the Locks
- 1989: Night's Too Long
- 1989: I Just Wanted to See You So Bad
- 1989: Passionate Kisses
- 1992: Hot Blood
- 1992: Six Blocks Away
- 1993: Lines Around Your Eyes
- 1998: Can't Let Go
- 1998: Right in Time
- 2001: Essence
- 2001: Get Right with God
- 2003: Righteously
- 2007: Are You Alright?
- 2007: Words
- 2008: Real Love
- 2011: Buttercup
- 2014: Burning Bridges
- 2016: Just a Little More Faith and Grace
- 2020: Man Without a Soul
- 2020: You Can't Rule Me

## DVD
- 2005: Lucinda Williams – Live from Austin, TX
- 2008: Lucinda Williams – Live From Austin TX '89': her 13 Oct 1989 appearance on Austin City Limits 65 minutes)

## Díjak
- Három Grammy-díj (+ 15 jelölés):
  - Best Country Song (1994)
  - Best Contemporary Folk Album (1998)
  - Best Female Rock performance (2002)
- Americana Music Honors & Awards: 2011 (Szövegszerzői életműdíj), 2015
- Best American Roots Song: (2021, függőben)
- Best Americana Album: (2021, függőben)